# 布拉德利嶺
70°14′S 65°15′E / 70.233°S 65.250°E
布拉德利嶺（英語：Bradley Ridge）是南極洲的山嶺，位於麥克羅伯特森地，處於彼得山東南面13公里，屬於查爾斯王子山脈中阿索斯山脈的一部分，由澳大利亞探險隊繪入地圖，現時由南極條約體系管理。